# Cima di Visghéd
La Cima di Visghéd (Cima di Visghedo in italiano) è una montagna del Canton Ticino, situata nel comune di Riviera (frazione Lodrino), la cui altitudine raggiunge i 1.937 m s.l.m. Appartiene alle Alpi Ticinesi e del Verbano nelle Alpi Lepontine. È più comune trovare la forma dialettale Visghéd, rispetto alla forma italiana Visghedo.

## Descrizione
La vetta consta di due cime, quella ovest (la più alta) raggiunge i 1.937 m, quella est raggiunge i 1.924 m s.l.m., sulla quale è presente una croce. La cima est si affaccia su tutta la Valle Riviera, mentre la cima ovest sulla Valle di Lodrino e su quella di Moleno.